# 伊原みな
伊原 みな（いはら みな、1969年12月10日 - ）は、日本の女性声優、ナレーター、俳優。

## 略歴
- 福井県[1]出身。身長 161cm[1]。体重 47kg[1]。
- 旧芸名は、富永 旋津子（とみなが せつこ）[3]。
- よこざわけい子 声優・ナレータースクール5期生[3]。ゆーりんプロ所属。後に退所。

## 出演作品

### テレビアニメ
- それいけ!アンパンマン（すいせんさん〈初代〉）

### 吹き替え

#### ドラマ
- CIA:ザ・エージェンシー
- シェルビーの事件ファイル
- チャームド〜魔女3姉妹〜
- 屋根部屋のネコ

#### 映画
- アメリカン・サイコ
- サーベルタイガー　※2002年にアメリカで製作された映画・邦題
- リザレクション (2002年の映画)

### ゲーム
- SIMPLE2000シリーズ Ultimate　※PS2
  - 2003年
  - Vol.6 ラブ★アッパー!（神崎瀬里奈）
  - Vol.15 ラブ★ピンポン!（神崎瀬里奈）

- SIMPLE2000シリーズ　※PS2
  - 2004年
  - Vol.55 THE キャットファイト 女猫伝説（神崎瀬里奈）
  - Vol.61 THE お姉チャンバラ（彩(初代)）
  - 2005年
  - Vol.80 THE お姉チャンプルゥ 〜THE姉チャン特別編〜（彩(初代)）
  - Vol.90 THE お姉チャンバラ2（Aya-tan）
  - Vol.91 THE ALL★STAR格闘祭（彩(初代)）
  - 2006年
  - Vol.101 THE お姉チャンポン 〜THE姉チャン2特別編〜（Aya-tan）

2008年
- お姉チャンバラ Revolution（Aya-tan）※Wii

### ドラマCD
- 優しいけれど意地悪で Sweet but Nasty…「花束を君に」（受付嬢）

### ナレーション

#### ラジオCM
- 相模女子大学
- スノーヴァ
- DDI ポケット　H"(エッジ)（ウィルコム）
- ラブベリー（徳間書店）

#### ビデオパッケージ
- 防火管理応用編
- 東芝

#### 教材
- ゲームで知能開発（学研ホールディングス）

### ビデオパッケージ
- タイヤウェルド　ホルツパンク修理剤
- アデコキャリアスタッフ　ショップスタッフ
- クリニック　施設案内
- 松戸市役所　福利厚生制度　※MC
- 校外活動

### テレビ出演
- 踊る!さんま御殿!!（日本テレビ放送網）

### 映画
- オモヒノタマ〜念珠（衛星劇場：2003年・劇場公開：2004年5月8日）

### 舞台
- 平成10年　「白鳥の湖」
- 平成10年　「楊貴妃」
- 平成11年　「恋はルールが一番」
- 平成11年　「三国志艶物語」
- 平成12年　お江戸「桜の一枝」殺人事件帖「絆」
- 平成13年　「カルメン」
- 平成14年　「橙の上」
- 平成15年　「君姫」
- 平成16年　「燃えよ！西遊記」
- 平成17年　「－火恋－卑弥呼」
- 平成18年　「NOBUNAGA」